# Естадио Сантяго Бернабеу
Вижте пояснителната страница за други значения на Сантяго Бернабеу.
Естадио Сантяго Бернабеу (на испански: Estadio Santiago Bernabéu) е футболен стадион в Мадрид, Испания. Това е стадионът на който играе домакинските си срещи отборът на Реал Мадрид. Работите по него започват официално на 27 октомври 1944 г. Открит е през декември 1947 г. и първоначално носи името на стария стадион – Чамартин (кръстен на квартала, в който се намира). На 4 януари 1955 г. приема сегашното си име – Сантяго Бернабеу в чест на президента на тима по това време.
Капацитетът се сменя често, най-много е бил 125 000 (след реконструкция през 1953 г.). След това на няколко пъти капацитетът е намален поради модернизациите, които се правят. Последната промяна е от 2003 г. Замислен е план за въвеждане на подвижен покрив. Стадионът е оценен от УЕФА с пет звезди (най-висока категория). Неговият капацитет е 85 454 места вследствие на многобройните реконструкции.

## История
На 22 юни 1944 г., индустриалната банка „Banco Mercantil“ отпуска кредит на Сантяго Бернабеу и Рафаел Салгадо за закупуване на земя в непосредствена близост до стария стадион Естадио Чамартин. На 5 септември 1944 г. архитектите Мануел Муньос Монастерио и Луис Алемани Солер са наети за строежа на новия стадион. На 27 октомври 1944 г., започват строителните работи на стадиона.Новият Естадио Чамартин (на английски: New Chamartín Stadium) е открит на 14 декември 1947 г. с мач между Реал Мадрид и португалския отбор на Белененсеш, в който домакините от Мадрид побеждават с 3:1 . Стадионът е имал първоначален капацитет от 75 145 зрители, от които 27 645 са имали места (7125 покрити) и 47 500 за правостоящи фенове.Сабино Баринага е първият играч, който вкарва на новия стадион.

### 1950 година
Първият основен ремонт е през 1954 година. На 19 юни същата година е разширен до капацитет 125 000 зрители. Така стадионът в Мадрид става най-големият от всички участници в новосъздадената Европейска купа. На 4 януари 1955 г., след събрание на членовете на клуба е решено, че стадионът приема сегашното си име в чест на президента на клуба Сантяго Бернабеу. През май 1957 г. Реал Мадрид използва за първи път електрическо осветление в мач срещу бразилския отбор на Ресифе.

### 1980 година
Следващите големи промени се случват до началото на 1980 г. с домакинството на Световното първенство по футбол през 1982 в Испания. Стадионът трябва да се адаптира към променящите се времена и с това, архитектите Рафаел Луис Алемани и Мануел Салинас са наети за проекта за обновяване на стадиона. Братята са синове на Луис Алемани Солер, които са извършили първоначалния проект за строителството до Мануел Муньос Монастерио. Работата е продължила 16 месеца и цената от 704 милиона песети, от които 530 млн. евро е била изплатена от общината на Мадрид.
Подобренията включват няколко точки. Първо ФИФА нарежда две трети от зоната за сядане да бъдат покрити. Поради тази причина, Реал Мадрид инсталира козирки на покрива в периметъра на първо и второ нива на сядане, с изключение на източната страна. Капацитетът на стадиона е намален от 120 000 до 90 800 зрители, от които 24 550 са били обхванати от новия покрив. Проектът включва реконструкция на фасадата, монтаж на нови електронни знаци на север и на юг, както и обновяването на местата за журналисти и още допълнителни площи.
Стадионът е домакин на четири мача на Световното първенство: Западна Германия срещу Англия, Западна Германия срещу Испания, Испания срещу Англия и финала между Италия и Западна Германия.

### 1990 година
В средата на 1980-те, УЕФА въвежда нови стандарти за безопасност, поради нарасналото насилие по стадионите на Европа. Стадионът е бил принуден да създадете отделен бърз достъп до различни части на стадиона и места за всички зрители. През 1990 г. „Сантяго Бернабеу“ преминава през голямо разширение и реконструкция.
Работата започва на 7 февруари 1992 г. и завършва на 7 май 1994 г. с крайна цена повече от 5 милиарда песети, което значително повишава дълга на клуба, като няма никаква институционална подкрепа.
Работа продължава със създаването на амфитеатър на западната страна и в основите, в съчетание със съществуващата сграда с помощта на хидравлични крикове. Общо 20 200 модернизирани места са инсталирани, всяка седалка с наклон от 87 градуса, като се гарантира перфектен изглед и близост до терена. В допълнение, за достъп до новия пръстен, четири входни кули са издигнати от външната страна, всяка с две стълбища и централната наземни спирала.
С новата структура височината на стадиона е увеличена от 22 м до 45 м. Това предизвиква проблеми през зимата, като две трети от терена са в сянка. Тази липса на слънчева светлина води до влошаване на тревата на терена. Поради тази причина, полипропиленовата тръбна мрежа е инсталирана на дълбочина 20 см под терена. На дължина над 30 км на тръбопроводната система циркулира топла вода, която запазва тревата от замръзване при ниски температури. Също така поради височината на стойката е необходимо да се подобри и повиши способността на осветлението. След обновяването капацитетът на стадиона е 110 000 зрители. През лятото на 1998 г., експандиран от Лоренцо Санс, „Сантяго Бернабеу“ приема всички места, с което намалява капацитета си до 75 328 зрители.
Когато президент на Реал Мадрид става Флорентино Перес, той стартира „генерален план“ с една-единствена цел: да се подобри комфорта на „Сантяго Бернабеу“ и качеството на неговите съоръжения, както и максимизиране на приходите за стадиона.
Перес инвестира 127 милиона евро през следващите пет години (2001 – 2006 г.) чрез добавяне на разширяване на източната страна на стадиона, както и добавянето на нова фасада на ул. „Отец Дамян“, нови костюми, нови ВИП зони, нова зона за журналистите, нова аудио система, нови барове, интеграция на отоплението в трибуните, панорамни асансьори, нови ресторанти, ескалатори в кулата за достъп, както и изпълнението на многофункционална сграда в ул. „Отец Дамян“.
След разширяването на страничната част на изток и създаването на нови галерии, капацитетът на „Сантяго Бернабеу“ е 80 354, от които всички са седящи. Последната промяна е увеличение от около пет хиляди и капацитета става 85 454, които са извършени през 2012 г.
През 2007 г. на 1000-та среща на „Сантяго Бернабеу“. В допълнение на последната ревизия на УЕФА, по повод мач от Шампионската лига срещу гръцкия Олимпиакос, служи като последна стъпка, за да се даде статус на елит стадион. На 14 ноември 2007 г., един месец преди отбелязването на 60-годишнината от откриването на стадиона УЕФА обявява, че клубът официално ще се преименува като елит стадион.
Перес предлага изграждане на подвижен покрив, преди да подаде оставка през 2005 г. През 2009 г. след преизбирането на му като президент на клуба е обявено, че пълното покриване на стадиона, което иска, е малко вероятно поради финансовото състояние на клуба. Според испанският спортен вестник „Марка“ обаче, Перес иска да преструктурира „Сантяго Бернабеу“. Според вестника, архитектът отговорен затова ще бъде избран измежду селекция на испанските архитекти Сантяго Калатрава и Рафаел Монео, американецът от китайски произход Лео Минг Пей, който като другите си колеги е носител на Прицкер.

### 2015 година
В началото на 2015 г. клубът продава правата върху името на стадиона си на петролната компания ИПИК. Според испанските медии стадиона ще носи името „Абу Даби Бернабеу“ в продължение на 25 години. В същото време испанският гранд ще получи 500 милиона евро, за да реконструира съоръжението.

## Местонахождение
Сантяго Бернабеу е разположен на Пасео де ла Кастелана, в квартал Чамартин. Той заема място между улиците Пасео де ла Кастелана и Конча Еспина, отец Дамян и Рафаел Салгадо.

## Транспорт
Стадионът се обслужва от собствена станция на метрото по линия 10, наречен „Сантяго Бернабеу“. Тя се обслужва и от автобусните линии 14, 27, 40, 43, 120, 147 и 150.